# Marstrup
Marstrup is een plaats in de Deense regio Zuid-Denemarken, gemeente Haderslev. De plaats telt 785 inwoners (2008).

## Geboren
- Rasmus Iversen (1997), wielrenner